# Allergie à l'arachide
Pour des articles plus généraux, voir Allergie alimentaire et Arachide.
 Mise en garde médicale
L'allergie à l'arachide est un type d'allergie alimentaire consécutive à l'ingestion d'arachide.
Cette allergie ne fait pas partie des allergies aux fruits à coque dans la mesure où l'arachide est une plante de la famille des légumineuses (Fabaceae) et non un fruit à coque (noix, noisette, amande).
L’allergie alimentaire ou hypersensibilité aux aliments se réfère aux réactions impliquant des mécanismes immunologiques. Elle doit se différencier des manifestations dues à des causes toxiques (intoxications alimentaires) ou infectieuses (toxi-infections alimentaires).

## Symptômes
Les manifestations cliniques de l'allergie à l'arachide sont de deux types : les manifestations locales et distances.

### Locales
Les manifestations locales donnent lieu à des symptômes gastro-intestinaux, lorsque le tube digestif est le siège des réactions allergiques : douleurs abdominales, vomissements, diarrhée.

### Distantes
Les manifestations distantes provoquent des symptômes cutanés et cardiorespiratoires : démangeaisons, urticaire, œdème, eczéma, éternuements, asthme, baisse de la tension artérielle, dyspnée, voire arrêt cardiorespiratoire. Les personnes avec des antécédents d'asthme sont plus susceptibles d'être atteintes.

## Épidémiologie

### En France
En France, en 1998, l'allergie aux arachides représente 28 % des allergies alimentaires et survient avant l'âge de un an dans 46 % des cas, avant 15 ans dans 93 % des cas. Les signes cliniques sont la dermatite atopique (40 %), l'œdème de Quincke (37 %), l'asthme (14 %), le choc anaphylactique (6 %) et les symptômes digestifs (1,4 %). La dose réactive totale est inférieure à 100 mg dans 25 % des cas, de 100 mg à 1 g dans 62,5 % des cas.

### Aux États-Unis
Aux États-Unis, l'allergie aux arachides est présente chez 0,6 % de la population,. Chez les enfants du monde occidental, les taux se situent entre 1,5 % et 3 % et ont augmenté avec le temps. Il s'agit d'une cause fréquente de réactions allergiques mortelles ou très graves liées aux aliments chez les enfants.

## Causes

### Allergène
La cause de l'allergie aux arachides n'est pas encore précise et au moins 11 allergènes liés à l'arachide ont été décrits. L'allergie est associée à plusieurs protéines spécifiques classées selon quatre superfamilles de protéines responsables d'allergies alimentaires courantes : la cupine (en) (Ara h 1 (en)), la prolamine (Ara h 2, 6, 7, 9), la profiline (Ara h 5), et les protéines liées à Bet v-1 (Ara h 8). Parmi ces allergènes de l'arachide, Ara h 1, Ara h 2, Ara h 3 et Ara h 6 sont considérés comme des allergènes majeurs, ce qui signifie qu'ils déclenchent une réponse immunologique chez plus de 6 % de la population allergique. Ces allergènes d'arachide induisent une réponse immunitaire via la libération d'immunoglobuline E (IgE) dans le cadre d'une hypersensibilité de type I.

### Régime alimentaire pendant la grossesse
Les preuves concernant l'effet du régime alimentaire maternel pendant la grossesse sur le développement des allergies sont contradictoires en raison d'un manque d'études de qualité. Une revue systématique de la recherche clinique réalisée en 2010 a indiqué qu'il existe des preuves insuffisantes pour déterminer si l'exposition maternelle aux arachides ou la consommation précoce d'arachides par les enfants affecte la sensibilité aux allergies aux arachides.

## Traitement
En 2020, il n'y a pas de traitement spécifique de l'allergie à l'arachide autre que l'évitement strict de l'arachide elle-même et des aliments contenant de l'arachide. L'évitement total est compliqué car la déclaration de la présence de traces d'allergènes dans les aliments n'est pas obligatoire.
Les auto-injecteurs d'épinéphrine sont des dispositifs portables à dose unique qui dispensent de l'épinéphrine et sont utilisés pour traiter l'anaphylaxie. Le traitement en cas d'ingestion accidentelle de produits à base d'arachides par des personnes allergiques varie en fonction de la sensibilité de la personne.
Un antihistaminique tel que la diphénhydramine peut être prescrit. Parfois, la prednisone est prescrite pour prévenir une éventuelle réaction d'hypersensibilité de type I en phase tardive. Les réactions allergiques graves (anaphylaxie) peuvent nécessiter un traitement avec un stylo d'épinéphrine, qui est un dispositif d'injection conçu pour être utilisé par un non-professionnel de santé lorsque des soins d'urgence sont nécessaires.

### Immunothérapie allergénique
Elle est aussi appelée hyposensibilisation ou désensibilisation. Elle vise à rééduquer le système immunitaire en administrant des doses croissantes d’allergènes à base d'arachide afin d’induire une tolérance spécifique à long terme. Cependant, chez les patients allergiques aux arachides, une méta-analyse a démontré que les protocoles d'immunothérapie orale augmentent considérablement les réactions allergiques et anaphylactiques par rapport à l'évitement ou au placebo, bien qu'ils induisent effectivement une désensibilisation.
L'immunothérapie épicutanée consiste à administrer l'allergène à travers un patch et a également fait l'objet de recherches.
En septembre 2014, la Food and Drug Administration (FDA) des États-Unis a accordé le statut de procédure accélérée (fast track (en)) et, en juin 2015, le statut de thérapie innovante à l'AR101 pour le traitement de l'allergie aux arachides chez les enfants de 4 à 17 ans. L'AR101 a été étudié dans l'étude PALISADE, étude internationale, multicentrique, randomisée, en double aveugle, contre placebo,.
En janvier 2020, la poudre d'allergènes d'arachide (en) développée par Aimmune Therapeutics a été approuvée aux États-Unis sous le nom commercial de Palforzia. Le 15 octobre 2020, l’Agence européenne des médicaments (EMA) a rendu un avis favorable pour le Palforzia. Palforzia est disponible sous forme de poudre orale en gélules (0,5, 1, 10, 20 et 100 mg) et sous forme de poudre orale en sachet (300 mg). La substance active est une poudre dégraissée d'Arachis hypogaea.

## Diagnostic
Le diagnostic des allergies alimentaires, y compris l'allergie aux arachides, commence par un historique médical et un examen physique,. Les directives de l'Institut national des allergies et des maladies infectieuses (NIAID) recommandent que les déclarations des parents et des patients concernant les allergies alimentaires soient confirmées par un médecin, car « de nombreuses études démontrent que 50 % à 90 % des allergies alimentaires présumées ne sont pas des allergies ».

### Tests cutanés
Les tests cutanés peuvent être utilisés pour confirmer des allergies alimentaires spécifiques,,. Les tests cutanés sont conçus pour identifier des IgE spécifiques liées aux mastocytes cutanés. Pendant le test, une goutte d'extrait allergénique glycériné est placée sur la peau du patient. Ensuite, la peau du patient est piquée à travers la goutte. Cette procédure est répétée avec deux témoins : une goutte d'histamine conçue pour provoquer une réaction allergique et une goutte de solution saline conçue pour ne provoquer aucune réaction allergique. Le gonflement qui se développe à partir de la goutte d'extrait glycériné est comparé au témoin de solution saline. Un test allergique positif est celui dans lequel le gonflement de l'extrait est supérieur de 3 mm au gonflement de la solution saline. Un test cutané positif est d'environ 50 % précis, donc un test cutané positif seul ne permet pas de poser un diagnostic d'allergie alimentaire,,.

### Défi alimentaire oral
L'étalon-or des tests diagnostiques est un défi alimentaire oral en double aveugle avec placebo,. Au moins deux semaines avant un défi alimentaire oral, la personne est soumise à un régime d'éviction où l'allergène suspecté est évité. Pendant le défi alimentaire oral, on administre à la personne une portion complète et appropriée à son âge de l'allergène suspecté, avec des augmentations de taille progressives. Elle est surveillée en continu pour détecter une réaction allergique pendant le test, et le défi est interrompu et un traitement est administré au premier signe objectif de réaction allergique.
Les défis alimentaires oraux comportent des risques. Dans une étude portant sur 584 défis alimentaires oraux administrés à 382 patients, 48 % (253) des défis ont entraîné des réactions allergiques. 28 % (72) de ces défis ont entraîné des réactions « sévères », définies par l'étude comme des symptômes respiratoires inférieurs, des symptômes cardiovasculaires ou quatre autres symptômes mineurs. Les défis alimentaires oraux en double aveugle avec placebo sont également longs et nécessitent une surveillance médicale étroite.En raison de ces inconvénients du défi alimentaire oral en double aveugle avec placebo, les défis alimentaires ouverts sont la forme la plus couramment utilisée de défi alimentaire. Les défis alimentaires ouverts consistent à donner à un patient une portion appropriée à son âge de l'allergène alimentaire suspecté sous sa forme naturelle. L'observation de symptômes objectifs résultant de l'ingestion de l'aliment, tels que des vomissements ou une respiration sifflante, est considérée comme un diagnostic d'allergie alimentaire si les symptômes corroborent les antécédents médicaux du patient et les tests de laboratoire tels que le test cutané.

## Prévention
En 2017, l'Institut national des allergies et des maladies infectieuses des États-Unis a publié des lignes directrices révisées pour réduire le risque ou prévenir les allergies aux arachides en créant différentes méthodes d'évaluation des allergies infantiles et en guidant les parents ayant des nourrissons à haut, moyen ou faible risque,,. Les lignes directrices ont abordé la manière d'introduire les aliments à base d'arachides chez les nourrissons dès l'âge de 4 à 6 mois, dans le but de prévenir les allergies aux arachides,,,.
Pour les enfants à haut risque, le guide recommande qu'un spécialiste des allergies évalue la susceptibilité de l'enfant, éventuellement en réalisant des tests d'allergie aux arachides, suivi d'une introduction progressive des aliments à base d'arachides sous la supervision d'un spécialiste des allergies,. L'allergie aux arachides n'est confirmée que s'il existe des antécédents de réactions à la consommation d'arachides et un test d'allergie positif. Les enfants à risque modéré - qui présentent une réaction allergique aux produits à base d'arachides avec de l'eczéma léger à modéré - ne sont généralement pas évalués en clinique, mais les aliments à base d'arachides leur sont progressivement donnés à la maison par leurs parents, à partir d'environ 6 mois,,. L'étude Learning Early About Peanut Allergy (LEAP), soutenue par le NIAID, a établi que l'introduction précoce de produits à base d'arachides dans l'alimentation d'un enfant peut prévenir - plutôt que seulement retarder - le développement des allergies aux arachides chez l'enfant, et que cet effet est bénéfique et durable,,.

## Pronostic
Les allergies aux arachides ont tendance à disparaître moins souvent dans l'enfance que les allergies au soja, au lait, aux œufs et au blé. En conséquence, une réévaluation de l'allergie aux arachides est recommandée chaque année chez les jeunes enfants ayant des résultats de tests antérieurs favorables, et tous les quelques années ou plus chez les enfants plus âgés et les adultes. Une étude de 2001 a montré que l'allergie aux arachides disparaît dans 22 % des cas chez les personnes âgées de 4 à 20 ans.

## Pathophysiologie
L'allergie aux arachides se produit lorsque les cellules dendritiques reconnaissent les allergènes des arachides comme des agents pathogènes étrangers. Elles présentent les antigènes sur des récepteurs du complexe majeur d'histocompatibilité de classe II (CMH-II) et ces antigènes sont reconnus par les récepteurs cellulaires des lymphocytes T. Le contact, conjointement avec la libération de la cytokine IL-4, induit leur différenciation en lymphocytes T CD4+ de type Th2. Les lymphocytes Th2 se multiplient et libèrent des cytokines pro-inflammatoires, telles que l'IL-4, l'IL-5 et l'IL-13, qui peuvent se fixer sur les récepteurs des cellules B indifférenciées ou des cellules B de sous-type IgM. La liaison récepteur-cytokine entraîne leur différenciation en immunoglobulines de type IgE, qui peuvent ensuite se fixer sur le récepteur FcεRI présent sur les mastocytes, les éosinophiles et les basophiles. Cela provoque la dégranulation de ces cellules mentionnées ci-dessus, qui libèrent des cytokines et des chimiokines puissantes, déclenchant ainsi une inflammation et provoquant les symptômes caractéristiques de l'allergie.